# Irländare

Irländare, engelska Irish people, iriska Muintir na hÉireann eller na hÉireannaigh, är en etnicitet med ursprung från Irland. Deras modersmål har varit engelska (irländsk engelska) och iriska.
Förutom på Irland och Nordirland finns många personer av irländskt ursprung i bland annat USA, Kanada och Australien.